# Cratere Senofonte
Senofonte, o secondo la denominazione ufficiale Xenophon, è un cratere lunare intitolato al mercenario, storico e filosofo greco Senofonte. Si trova sul bordo meridionale del cratere Fermi, ad ovest del cratere Tsiolkovskiy. A sud si trova il cratere 'Zhiritskiy F', un cratere satellite di Zhiritskiy, situato a sud-sudovest.
Il bordo del cratere è eroso e attraversato da diversi piccoli crateri minori, soprattutto lungo l'orlo occidentale. Il fondo interno è relativamente informe. Questo cratere si trova sulla faccia nascosta della Luna, e quindi non si può vedere direttamente dalla Terra.